# Робинсон Р44
Робинсон Р44 - је лаки једномоторни четвороседи хеликоптер америчке производње. Пројектовао га је Франк Робинсон а на тржишту се појавио 1993. године.

## Пројектовање и развој
Иако је био један од најуспешнијих цивилних хеликоптера Робинсон Р22Б је био ограничен на само две особе што му је знатно умањивао употребну вредност. Због тога је Франк Робинсон почео 1986. године да пројектује већу четвороседу верзију која је добила ознаку Р44. Први прототип (Н44РХ) је први пут полетео 31. марта 1990. Поред овога направљено је још два усавршена прототипа. Последњи, трећи прототип је полетео марта 1992. године и то је била варијанта која је ушла у нулту серију а на тржиште представљена 1993. године. Први  хеликоптери Р44 су произведени на линији на којој су монтирани Р22. Сви први произведени хеликоптери Р44 су продати у близини фабрике, јер је Ф. Робинсон рачунао, да би евентуалне модификације биле пропраћене са што нижим трошковима. С обзиром да се Р44 добро показао, извозне испоруке су отпочеле већ 1993. године.

### Технички опис
Носећа конструкција трупа хеликоптера Р44 је полумонокок. Хеликоптер има пространу кабину у којој је било 4 седишта једно за пилота а 3 за путнике. Кабина је имала по двоја врата са сваке стране и велике стаклене површине које су обезбеђивале лепу прегледност у свим правцима како пилоту тако и путницима.
Погон хеликоптера је био један 6-о цилиндричан ваздухом хлађени боксер мотор смештен иза леђа кабине а директно испод носећег ротора, који има два крака. Репни ротор има такође два крака и налазио се са леве стране. Стајни трап се састојао од челичних скија.

### Варијанте
- Robinson R44 Astro — верзија са мотором Lycoming O-540;
- Robinson R44 Raven — модел са мотором Lycoming O-540-F1B5.
- Robinson R44 Clipper — модел са пловцима.
- Robinson R44 Raven II — модел 2002. са мотором Lycoming IO-540-AE1A5 са убризгавањем,
- Robinson R44 Clipper II — модел Raven II са пловцима.
- Robinson R44 IFR Trainer — школско-тренажна варијанта за обуку пилота
- R44 Police II — полицијско-патролна варијанта на бази Raven II.

## Оперативно коришћење
Развој хеликоптера Робинсон Р44 је почео 1986. године, први лет први прототип (Н44РХ) је обавио 31. марта 1990, први лет трећег прототипа Р44 обављен је марта 1992. Продаја хеликоптера Робинсон Р44 је почела 22. марта 1992. године, а сертификација у Америци је завршена 10. децембра 1992. У августу 1997. Робинсон Р44 постао је први хеликоптер са клипним мотором који је облетео земљину куглу, у јуну 2002. Робинсон Р44 Равен (G-NUDE) постао је први хеликоптер с клипним мотором који је слетио на Северни пол. Производња овог хеликоптера је почела 1993. године и до 2019. је произведено 6.331 примерак, до јануара 1997. године овај хеликоптер је продат у 38 земаља.

## Коришћење у Србији
Према Југословенском регистру цивилних ваздухоплова за 2009. годину, у Србији се користе два хеликоптера Робинсон Р44 Равен II. Један је стигао у Србију 15. августа 2008. а уведен у регистар 9. октобра 2008. са регистрацијом YU-HFG, а други 15. априла 2009. са регистрацијом YU-HFK. Један од ових хеликоптера је власништво БД Агро из Добановаца крај Београда а други је у власништву нашег чувеног режисера Емира Кустурице. Домицилни аеродром ових хеликоптера је Хелиодром у Добановцима. Сервисирање се обавља у овлашћеном сервису Робинсона у Ваљеву. Оба ова хеликоптера служе за властите потребе превоза.

## Земље корисници
| - Аргентина - Бразил - Боливија - Колумбија - Чиле - Доминиканска Република - Гватемала - Гвајана - Мексико - Мароко - Холандија - Естонија - Либан - Филипини | - Парагвај - Швајцарска - Тајланд - Уругвај - Куба - Канада - Сједињене Државе - Велика Британија - Србија - Иран - Туркменистан - Русија - Украјина - Шпанија | - Француска - Индонезија - Израел - Перу - Јужна Кореја - Јужноафричка Унија - Нигерија - Нови Зеланд - Грчка - Немачка - Ирска - Салвадор - Еквадор - Мађарска |